# Axapusco
Axapusco è un comune del Messico, situato nello stato di Messico.